# Gândaras
Pour les articles homonymes, voir Gândara.
Gândaras est une paroisse civile portugaise (en portugais : freguesia) de la municipalité de Lousã dans le district et la région de Coimbra.

## Géographie
Gândaras est située au nord-ouest de Lousã. Son territoire, arrosé par la rivière Arouce, est limitrophe de la municipalisé de Miranda do Corvo.
La paroisse comprend plusieurs villages et hameaux : Cume, Espinheiro, Fontaínhas, Moita, Papanata, Reguengo, Ribeira et Olival.

## Histoire
La paroisse est créée par la loi no 18-A/2001 du 3 juillet 2001,. Elle appartenait auparavant à la paroisse de Lousã. Son nom signifie « terrains sablonneux » en portugais.

## Démographie
Lors du recensement de 2021, Gândaras compte 1 111 habitants. C'est alors la paroisse la moins peuplée de la municipalité de Lousã.